# Korpus Paziów

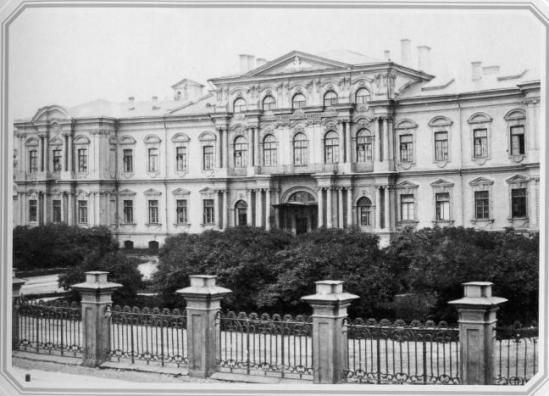
Pałac Woroncowa w Petersburgu w 1860 r. (siedziba Korpusu Paziów).

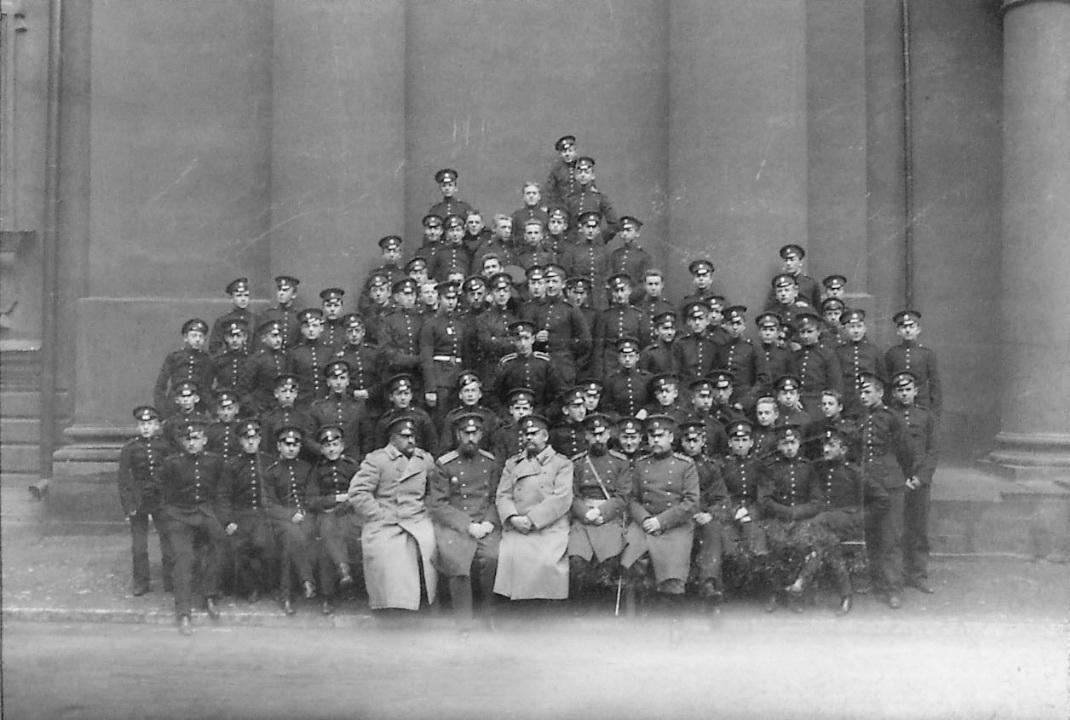
2 kompania Korpusu Paziów (1902-1903).

Korpus Paziów, oficjalnie Korpus Paziów Jego Imperatorskiej Wysokości (ros. Пажеский Его Императорского Величества корпус) – jedna z uczelni wojskowych Imperium Rosyjskiego. Wywodzi się od Nadwornej Szkoły Paziów, powstałej przy dworze cara w 1742 r. w Petersburgu. Rozformowany w czerwcu 1917 r.

## Historia
Korpus Paziów był szczególnie uprzywilejowaną i najbardziej prestiżową szkołą wojskową w Imperium Rosyjskim, zarezerwowaną dla synów arystokracji, szlachty i wysokiej rangi wojskowych. 
Powstała pod nazwą Korpus Paziów Jej Imperatorskiej Wysokości w czasach panowania Elżbiety Piotrowny w 1759 r. W 1762 caryca Katarzyna II zabroniła przyjmować do niej młodzież nieszlacheckiego pochodzenia. We wrześniu 1802 korpus został przeformowany w uczelnię typu kadeckiego przez cara Aleksandra I, ze względu na konieczność kształcenia oficerów dla potrzeb Gwardii Cesarskiej. Od tego czasu tylko synowie i wnukowie szlacheccy, w prostej linii do trzeciego pokolenia, mieli prawo ubiegać się o przyjęcie do korpusu. Od 1810 r. korpus mieścił się w pałacu Woroncowa w Petersburgu.
Od 1827 r. korpus miał trzy klasy po 50 paziów i jedną 16 osobową klasę kamerpaziów. W 1863 korpus, w okresie reformy uczelni wojskowych, podporządkowano Głównemu Zarządowi Szkół Wojskowych. Korpus składał się z siedmiu klas, 5 klas typu gimnazjalnego i 2 klas starszych, typu szkół oficerskich. W 1885 w Korpusie Paziów było 7 klas, w których nauczano według programu korpusu kadetów, i 2 klasy specjalne, w których nauczano przedmiotów wojskowych i prawnych.
Uczniowie korpusu w czasie nauki uznawani byli za pełniących służbę na dworze cara i takąż systematycznie pełnili. Wielkim zaszczytem dla pazia było przeniesienie do klasy kamerpaziów. Przechodzili do niej najlepsi w nauce i służbie. Kamerpaziowie wchodzili w skład świty i pełnili służbę przy carze i książętach, w czasie balów, obiadów, ceremonii oficjalnych. Paziowie według statusu byli porównywani z podoficerami Gwardii Cesarskiej (Lejbgwardii). Absolwenci uczelni po egzaminach byli dzieleni na 4 kategorie i według nich kierowani do jednostek: 
- 1 kategoria otrzymywała stopień podporucznika lub korneta (w kawalerii), z zaliczeniem jednego roku służby w stopniu oficerskim i byli kierowani do jednostek Gwardii Cesarskiej lub do wojsk specjalnych (np. wojska inżynieryjne). Otrzymywali po 500 rubli na umundurowanie.
- 2 kategoria otrzymywała stopień podporucznika lub korneta, z zaliczeniem jednego roku służby w stopniu oficerskim i byli kierowani do wojsk specjalnych lub do innych jednostek armii. Otrzymywali po 225 rubli na umundurowanie.
- 3 kategoria – jak wyżej, z pominięciem zaliczenia starszeństwa.
- 4 kategoria otrzymywała stopień podoficerski i byli kierowani do jednostek wojskowych na 6 miesięcy, po czym mogli być awansowani na stopień oficerski, jeśli w jednostce pojawiły się wakaty oficerskie.

Pierwsze trzy kategorie miały prawo wyboru jednostki wojskowej, nawet wtedy, gdy nie było w nich wakatów, jednak do jednostek gwardii tylko wtedy, jeśli etaty oficerskie nie przekraczały w nich 10%.
Absolwenci, którzy nie spełniali wymogów służby wojskowej, byli kierowani do służby cywilnej i dyplomatycznej, gdzie otrzymywali odpowiednią rangę: 2 kategoria – X ranga, 3 – XII, 4 – XIV. Absolwenci korpusu musieli odsłużyć 1,5 roku za każdy rok nauki.
Od powstania do jego rozwiązania w czerwcu 1917 r., przez Aleksandra Kiereńskiego (minister wojny Rządu Tymczasowego), korpus ukończyło 4505 absolwentów. 200 słuchaczy nie zakończyło nauki ze względu na rozwiązanie korpusu.  